# Pastitz
Pastitz ist ein Ortsteil der Stadt Putbus im Landkreis Vorpommern-Rügen in Mecklenburg-Vorpommern.

## Geografie und Verkehrsanbindung
Pastitz liegt nördlich der Kernstadt Putbus an der Bahnstrecke Bergen auf Rügen–Lauterbach Mole. Unweit westlich führt die Landesstraße 301 am Ort vorbei. Weiter entfernt nördlich verläuft die B 196.

## Sehenswürdigkeiten
- Das Gutshaus mit Park ist ein neobarocker, eingeschossiger, zweiteiliger sanierter Putzbau mit kleinem zweigeschossigem Türmchen. Bis 1945 war es das Gut der Familie von Putbus. (Dorfstraße)
- Forsthaus (Dorfstraße 12/13)
- Wegweiser (Feldstraße, Abzweig B 196)

## Bahnhof Pastitz
Das Wartehäuschen und das Bahnwärterhaus des ehemaligen Haltepunktes Pastitz stehen unter Denkmalschutz. Die Einstellung des Haltepunktes erfolgte nach der Wende, da wegen der Entfernung zum Ort kaum Fahrgäste zu verzeichnen waren.